# 黄玉盈
黄玉盈原名黄玉英，马来西亚政治人物、马华公会党员。她也是马华居銮市议员、马华柔佛州青年团副团长。

## 争议

### 面子书留言争议
2020年7月19日，民主行动党古来国会议员张念群在面子书专页贴出一张已故父亲张敬良以其名字“念群”书写的勉励对联照片，并写上“爸爸，谢谢您。我爱您”。黄玉盈之后在贴文下方留言问“jawi（爪夷文）怎样写”，遭网民围剿，指她“消遣往生者”、“缺乏教养”。
在引起批评后，黄玉盈于本身面子书发帖文，解释看到张念群贴出的对联时，没搞清楚状况，留言调侃是否可以写成“爪夷字”，但她无意冒犯逝者，并向张念群道歉。她在文中也提及，本身20年前就失去父亲，因此明白失去至亲的滋味，虽然不同政治立场，她也不会去消费亡者。

### 评论纳吉SRC洗钱案定罪裁决
2022年8月23日，黄玉盈针对前首相纳吉·阿都拉萨在SRC国际公司4200万令吉洗钱案维持原判一事在面子书发帖表示：
|          | 看了很多华人留言，都以为纳吉是贪污被判而高兴。SRC是洗钱，重点他没有被公平审讯就被判。林冠英才是贪污，到你了。 |
| ——黄玉盈 | |

她的言论受到了许多网民的批评和嘲讽。

## 轶事

### 改名黄玉盈
黄玉盈的原名为黄玉英。她于2022年3月19日接受《中国报》访问时宣布自己改名为黄玉盈，并称这是师傅的建议，因其原名容易招来事端，与此同时她也否认改名字是为来临的柔佛州选铺路。